# فتح صوفيا
فتح صوفيا في 1382م أو 1385م  أثناء الحروب العثمانية البلغارية. لعدم قدرته على الدفاع عن بلده من العثمانيين، في عام 1373م وافق الإمبراطور البلغاري إيڤان شيشمان على أن يصبح تابعاً عثمانياً وأن يزوج شقيقته كيرا تمارا إلى السلطان مراد الأول، عندما كان العثمانيين عائدين من أحد فتوحاتهم. على الرغم من السلام، في بداية الثمانينات من القرن التاسع عشر، استأنف العثمانيون حملاتهم وحاصروا مدينة صوفيا الهامة التي كانت تسيطر على طرق الاتصال الرئيسية إلى صربيا ومقدونيا. هناك سجلات صغيرة حول الحصار. بعد محاولات فاشلة لاقتحام المدينة قرر القائد العثماني لالا شاهين باشا التخلي عن الحصار. ومع ذلك، تمكن من إغراء حاكم المدينة بان يانوكا للخروج من القلعة إلى الصيد واعتقله الأتراك. بلا قيادة، استسلم البلغار. تم تدمير جدران المدينة ووضع حامية عسكرية عثمانية. مع الطريق إلى الشمال الغربي الذي تم تطهيره، مارس العثمانيون المزيد من الضغوط واستولوا على بايروت ونيش في عام 1386م، وبالتالي تتعثر بين بلغاريا وصربيا.

## الاستشهادات
1. 1 2 3  Андреев, p. 283
2. 1 2 3  "20. The Decline of the Second Bulgarian Empire" (بالبلغارية). Archived from the original on 8 أكتوبر 2011. Retrieved 8 أغسطس 2011.